# Д’Алтон, Джон Фрэнсис
Джон Фрэнсис Д’Алтон (ирл. John Francis D’Alton; 11 октября 1882, Клэрморрис, Соединённое королевство Великобритании и Ирландии — 1 февраля 1963, Дублин, Ирландия) — ирландский кардинал. Титулярный епископ Бинды и коадъютор с правом наследования Мита с 25 апреля 1942 по 16 июня 1943. Епископ Мита с 16 июня 1943 по 13 июня 1946. Архиепископ Армы с 13 июня 1946 по 1 февраля 1963. Кардинал-священник с 12 января 1953, с титулом церкви Сант-Агата-деи-Готи с 15 января 1953.